# ヨウ化イソプロピル
ヨウ化イソプロピル (Isopropyl iodide) は、化学式がC3H7Iの無色、可燃性の有機化合物である。ヨウ化水素またはグリセロール、ヨウ素、リンとともにイソプロピルアルコールを蒸留することによって合成する。